# Telemundo (Puerto Rico)
Telemundo Puerto Rico, también conocido por su código de identificación WKAQ-TV, es una estación de televisión abierta puertorriqueña lanzado por primera vez el 28 de marzo de 1954. Es propiedad de Telemundo y se encuentra dentro de la división de estaciones de televisión propiedad de NBCUniversal (Comcast). Las oficinas del canal están ubicadas en la avenida Roosevelt en San Juan, mientras que su torre transmisora se encuentra en la reserva montañosa del Bosque Estatal de Carite.
Telemundo Puerto Rico transmite por el canal 28 de la banda UHF de San Juan y usa el canal virtual 2.1 en la televisión digital terrestre (TDT), en relación con su antigua posición previa al apagón digital, el canal 2 de la banda VHF. La estación retransmite su señal por el canal 4 de Ponce (WTIN-TV) y el canal 4 de Mayagüez (WNJX-TV) a tiempo completo. Además, posee tres repetidoras de baja potencia, las cuales son el canal 9 de Fajardo (W09AT-D), el canal 28 de Adjuntas (W28EH-D) y el canal 28 de Utuado (W28EQ-D).

## Historia
El canal 2 de San Juan inició emisiones el 28 de marzo de 1954 como la primera estación de televisión de Puerto Rico. Fue fundada por Ángel Ramos, propietario del periódico El mundo y de la primera estación radiofónica del país,  conocida por su código de identificación «WKAQ». La estación fue lanzada como Telemundo dada la estrategia usada por Ramos para unificar las marcas comerciales de sus propiedades mediáticas. Ramos ya había intentado solicitar una licencia de televisión abierta anteriormente, a mediados de la década de 1940; sin embargo, debido a la suspensión del registro de licencias de televisión por parte de la Comisión Federal de Comunicaciones (CFC) en 1948, Ramos tuvo que esperar hasta 1954. El canal 2 inició transmisiones a color en 1968.
Durante la mayor parte de su historia, el canal 2 tuvo una fuerte competencia por parte del canal 4 de San Juan, más conocido por su código de identificación WAPA-TV, para convertirse en el canal con mayor audiencia de Puerto Rico. En gran parte, este hecho fue posible por influencia del comediante local Diplo, quien trabajó exclusivamente para Ramos en las primeras producciones del canal, como La taberna india y La farándula corona, estrenadas en 1954.
Durante las décadas de 1970 y 1980, el canal 2 (bajo el nombre comercial de Telemundo canal 2) era una de las principales productoras de telenovelas. La estación era conocida por su logotipo, una mano con dos dedos levantados (índice y medio) dentro de un número 2, empleado desde 1976 hasta 1992. Durante esta época, la estación tenía como eslogan «El canal de los dedos» en sus identificadores al aire. 
La emisora ha producido varios programas reconocidos por la audiencia puertorriqueña, como El show de las 12, La gente joven de Menudo, En casa de Juanma y Wiwi, Los Kakucómicos, Teatrimundo, Musicomedia, El show de Chucho, Telecine de la noche con Manolo Urquiza, Noche de Gala, En Broma y en Serio, Estudio alegre, La pensión de doña Tere, El show de Nydia Caro, No te duermas, Marcano el show, Con lo que cuenta este país, Videoteces, Super sábados, Fantástico, El tío Nobel, Telecómicas, Al grano con Zervigón, Ahora podemos hablar y Dame un break. También ha realizado telenovelas históricas, como El hijo de Ángela María, Tomiko, Cristina Bazán, El ídolo, Viernes social, La verdadera Eva, Rojo verano, Modelos S.A., Coralito y Tanairi.
El canal también ha emitido lucha libre profesional, como el World Wrestling Council en los años 80, America's Wrestling Federation a inicios de los años 90, Impacto total, Zona caliente, Shotgun Saturday Night y Metal.
Cuando Telemundo se separó de la estación en 1987, la emisora de televisión adoptó la denominación «Telemundo Puerto Rico». Desde ese entonces, el canal 2 de San Juan ha pasado a convertirse en una de las principales estaciones de Telemundo y obtuvo el reconocimiento de ser la estación original de la red de televisión. El canal 2 ha sido criticado por la emisión continua de programación importada, como telenovelas mexicanas y venezolanas, en vez de transmitir programación de producción propia por su condición de ser una emisora afiliada a la red de Telemundo. Como solución, en 2006, el canal estrenó su primera telenovela original, Dueña y señora.
En 2005, el canal 2 se convirtió en una superestación de televisión cuando NBC Universal relanzó el canal por suscripción Telemundo Internacional como Telemundo Puerto Rico, el cual emitía programas producidos por el canal 2 de San Juan como No te duermas, TVO y el noticiero Telenoticias. La señal estaba dirigida a la diáspora puertorriqueña viviendo en la parte continental de los Estados Unidos. Sin embargo, la señal de la superestación fue relanzada nuevamente como Telemundo Internacional a principios de 2008.
El 9 de octubre de 2007, NBCUniversal anunció la puesta en venta del canal 2 de San Juan tras la adquisición de Oxygen Media. No obstante, el conglomerado retiró la oferta el 21 de diciembre del mismo año.
El 25 de agosto de 2008, la emisora lanzó el programa matutino Levántate desde sus estudios en San Juan, en colaboración con Telemundo. La emisora, además, estrenó una serie juvenil llamada Zona Y que tuvo éxito entre los jóvenes de Puerto Rico. El 23 de abril de 2009, el canal 2 se convirtió en la primera estación de televisión comercial del país en comenzar transmisiones en alta definición con la emisión de los Premios Billboard de la música latina.
El 28 de junio de 2019, el canal 2 entró en un acuerdo con Hemisphere Media Group (dueño del canal 4, WAPA-TV), con el fin de retransmitir la señal de Telemundo en los subcanales del canal 4 de Ponce (WTIN-TV) y del canal 4 de Mayagüez (WNJX-TV), después del anuncio del canal 5 de Mayagüez (WORA-TV) de cancelar su afiliación a la cadena a partir del 31 de diciembre. Telemundo retransmitiría su señal principal a tiempo completo excepto los domingos, si así lo desease WAPA, y también agregaría el canal digital Punto 2 en los subcanales virtuales 2.11/2.12 y 2.21/2.22. Las estaciones usarían la marca «Telemundo West» al aire.

### Conflicto de retransmisión entre Liberty y NBCU
El 4 de abril de 2019 a las 6:00 p. m., la cableoperadora Liberty Puerto Rico retiró los canales de NBCUniversal (incluyendo al canal 2 de San Juan) de su oferta de televisión debido a que NBCU quería aumentar la tarifa por la distribución de sus canales. Tres días después, el 7 de abril, los canales fueron repuestos después de que Liberty y NBCU llegaran a un acuerdo.

## Televisión digital terrestre
El canal 2 de San Juan cesó sus emisiones analógicas en el canal 2 de la banda VHF el 12 de junio de 2009, fecha oficial del apagón analógico en los Estados Unidos para estaciones de alta potencia por mandato federal. La señal de la estación en la TDT se mantuvo transmitiendo en el canal 28 de la UHF. Mediante el uso del PSIP, la emisora emplea el canal virtual 2 para su identificación en los decodificadores de TDT.

### Subcanales virtuales
| Canal | Nombre  | Calidad | Video | Programación    |
| ----- | ------- | ------- | ----- | --------------- |
| 2.1   | WKAQ-DT | 1080i   | 16:9  | Telemundo       |
| 2.2   | WKAQ .2 | 720p    | 16:9  | Punto 2         |
| 2.3   | NBC PR  | 720p    | 16:9  | NBC Puerto Rico |

## División de noticias
El canal 2 de San Juan emite 15:30 semanales de noticiarios producidos localmente, con 14:30 diarias de lunes a viernes y 13:30 los sábados y domingos. Su bloque informativo, Telenoticias, fue lanzado al aire por primera vez en 1954 como el primer programa de televisión producido en Puerto Rico. Fue creado por Evelio Otero quien, en ese entonces, era el primer locutor de la emisora cuando inició sus primeras transmisiones y, a su vez, se convirtió en el primer presentador del noticiario. Otero previamente le había sugerido el nombre del bloque informativo a Ángel Ramos, quien le dio el visto bueno de inmediato. Telenoticias fue renovado en la década de los 60 con nuevos presentadores. Durante más de 20 años, el programa usó el tono «Telemundo 1992 News Theme» como su tema musical hasta que fue reemplazado por el tono «Telemundo News Theme», usado actualmente. En 2005, Telenoticias comenzó a emplear la banda sonora «Raw Power» de Network Music. Actualmente, el noticiario emplea un tema original compuesto por Manolo Mongil.
En 2006, como parte de una reestructuración administrativa llevada al cabo por NBCUniversal con el nombre «NBC Universal 2.0», el canal 2 de San Juan despidió a entre 60 a 80 trabajadores, entre los cuales estaban incluidos algunos presentadores y periodistas de Telenoticias. Además, las ediciones de la mañana, del mediodía y de los fines de semana del noticiero fueron canceladas. El 8 de enero de 2007, el bloque estrenó un nuevo estudio, un nuevo paquete gráfico y nuevos temas musicales. En septiembre de 2011, NBCUniversal anunció que relanzaría las ediciones de las 11:00 y de los fines de semana de Telenoticias a principios de 2012, como una condición impuesta por la CFC para que esta aprobase la venta de la empresa a Comcast, una corporación mediática basada en Filadelfia cuyo rubro es el negocio de las cableoperadoras y las telecomunicaciones. La CFC exigía a NBC y Telemundo que, para concretarse la transaccción, estas debían incrementar la cantidad de programación de producción propia en sus emisoras locales al nivel nacional. El 29 de mayo de 2014, tan solo unos meses después de la cancelación del noticiero del fin de semana de Univisión Puerto Rico, el canal 2 de San Juan anunció que relanzaría la edición de fin de semana de Telenoticias, el cual fue estrenado el 31 de mayo del mismo año como Telenoticias fin de semana.